# Temistocle
Temistocle (în greacă Θεμιστοκλῆς, transliterat: Themistoklḗs, însemnând „faima Themisei”; n. cca. 524 î.Hr. — d. 459 î.Hr.) a fost un politician și general atenian. A fost un reprezentant al noii generații de politicieni care s-au afirmat în anii de început ai democrației ateniene, laolaltă cu marele său rival, Aristide. Ca orientare politică, Temistocle era un populist, având suportul atenienilor din clasele inferioare și opunându-se de obicei nobilimii ateniene. Ales arhonte în 493 î.Hr., a sporit puterea navală a Atenei, activitate care a fost mereu în atenția sa de-a lungul carierei sale politice. În timpul primei invazii persane în Grecia, a luptat în Bătălia de la Maraton și e posibil să fi fost unul dintre cei 10 generali atenieni (strategoi) care au condus acea bătălie.